# Max Kidruk
Maxim Ivanovici Kidruk (în ucraineană Максим Іванович Кідрук; n. 1 aprilie 1984, Volodîmîreț, RSS Ucraineană, URSS) este un scriitor de literatura de călătorie și de ficțiune ucrainean. Cariera sa profesională a început în 2009 cu un roman autobiografic, Cronicile mexicane, care descrie călătoria prin Mexic de la Oceanul Pacific până la Marea Caraibilor. De atunci, Kidruk a călătorit în 29 de țări și a scris opt cărți de ficțiune, inclusiv jurnale de călătorie, povestiri de aventură și thrillere. El este autorul primului roman thriller tehno ucrainean, Bot. Cele mai multe dintre povestirile sale se bazează pe locuri și evenimente reale în care Kidruk a fost sau de care a auzit de la tovarășii săi de călătorie în timpul călătoriilor sale. Din 2012, a publicat exclusiv în genul tehno-thriller.

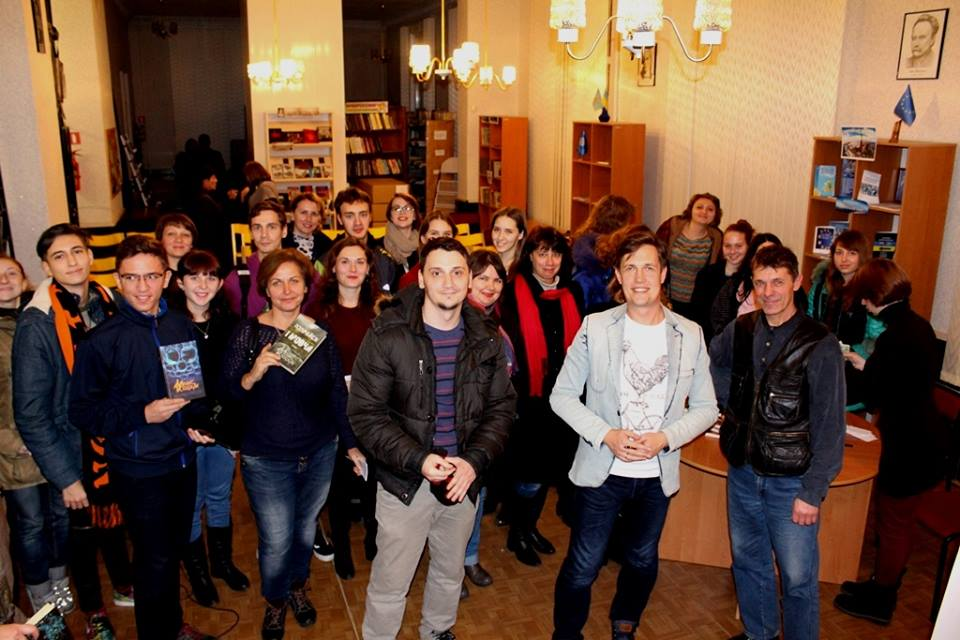

## Biografie
Kidruk s-a născut la 1 aprilie 1984 în Volodîmîreț, un mic oraș din vestul Ucrainei (regiunea Rivne).
În 2006 a absolvit Universitatea Națională de Gospodărire a Apelor și Utilizarea Resurselor Naturale (situată în orașul Rivne) și a primit un Master în Inginerie. În timp ce se afla la universitate, Kidruk a lucrat și ca programator în cadrul companiei ruse de dezvoltare ASCON. După absolvire, Kidruk s-a mutat la Kiev și a devenit doctorand la Universitatea Națională Tehnică „Institutul Politehnic din Kiev”.

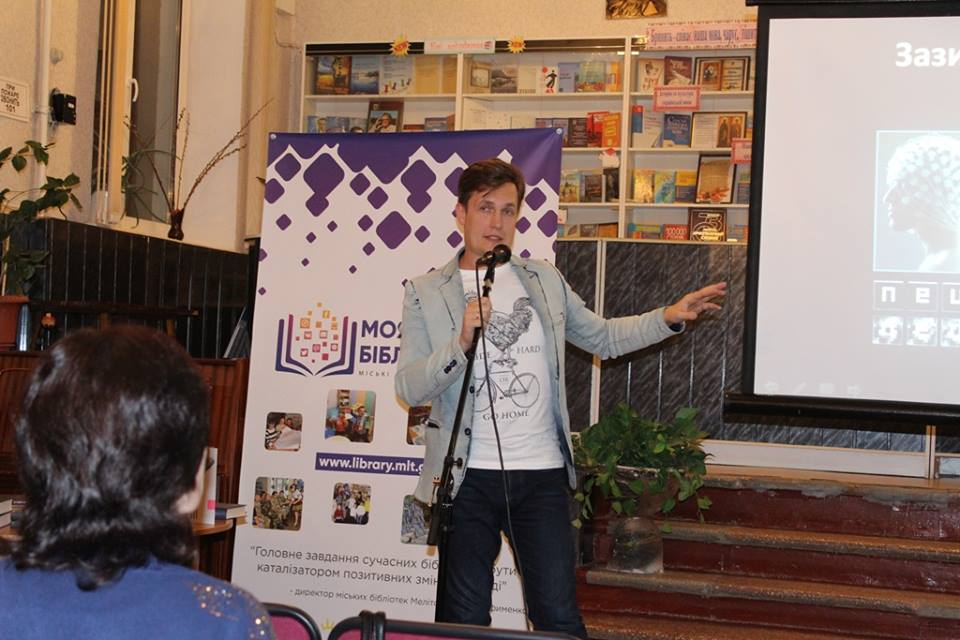

În 2007, Kidruk a obținut o bursă din parteaa Institutului Suedez și s-a mutat la Stockholm.  Aici a studiat Dezvoltarea Durabilă la Institutul Regal Suedez de Tehnologie (Kungliga Tekniska Hogskolan — KTH), una dintre cele mai importante universități tehnice din Europa la acea vreme.
În următorii 2 ani, Kidruk a trăit în Europa, îndepărtându-se treptat de la știință către literatură.
În vara lui 2008, Kidruk și-a început prima mare călătorie în străinătate, zburând în Mexic și traversând țara de la coasta de vest la cea de est cu un mic rucsac și puțini bani. Aventurile din călătorie au format nucleul primei sale cărți care i-a fost publicată, Cronicile mexicane. Cartea a fost un succes instantaneu în Ucraina (prima ediție epuizată în 6 luni, în următorii 3 ani cartea a fost reeditată de 3 ori), iar Kidruk a decis să-și părăsească cariera științifică și să se concentreze pe literatură. Următoarea călătorie importantă a lui Kidruk în America de Sud și Insula Peștelui a fost subiectul celei de-a doua cărți a lui, Călătorie spre buricul lumii, publicată în 2010. Cartea a avut, de asemenea, un mare succes (a doua ediție a apărut în 2012). În perioada 2010–2012, Kidruk a vizitat Angola, Namibia, Ecuador, Peru, Chile, Brazilia, China, Turcia, Norvegia, Siria, Liban, Iordania, Egipt, Noua Zeelandă, Italia, Franța și altele, în total aproape 30 de țări. El a fost, accidental, un martor al revoltuției egiptene din 2011, stând două săptămâni în Piața Tahrir, înconjurat de arabi care au protestat împotriva președintelui Mubarak. Mai târziu, în 2011, Kidruk a organizat un răspuns la un concurs de hărțuire sexuală „Win a Ukrainian Wife” (Câștigă o soție ucraineană) lansat de postul de radio The Rock Fm din Noua Zeelandă (acțiunea a avut loc în Auckland, Noua Zeelandă, și este descrisă într-o carte autobiografică, În Noua Zeelandă!).
În 2012, Kidruk a publicat thriller-ul tehno Bot, o povestire bazată pe programare, nanotehnologii și misterele creierului uman. Această lucrare a avut un mare succes. Prima ediție a povestirii Bot s-a vândut în 3 luni. Cartea a intrat în topul librăriei „Kniharnia Ie” pe locul șaisprezece, ajungând pe locul doi în doar două săptămâni și rămânând în top zece timp de douăsprezece săptămâni. Povestirea Bot a fost tradusă în rusă, poloneză și germană.
În septembrie 2013, i-a fost publicat romanul thriller tehno Cetatea (Твердиня).
În toamna anului 2014, thrillerul Cer crud («Жорстоке небо»⁠(d)) a fost publicat de editura „Clubul de agrement al familiei” ([[{{{2}}}|«Клуб сімейного дозвілля»]]⁠(uk)[traduceți]).

## Bibliografie

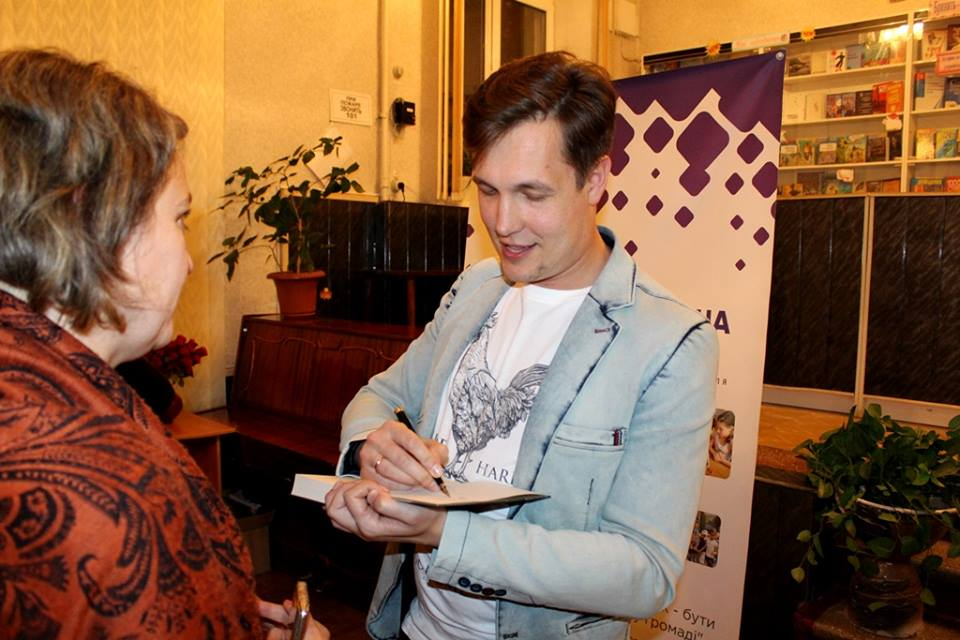

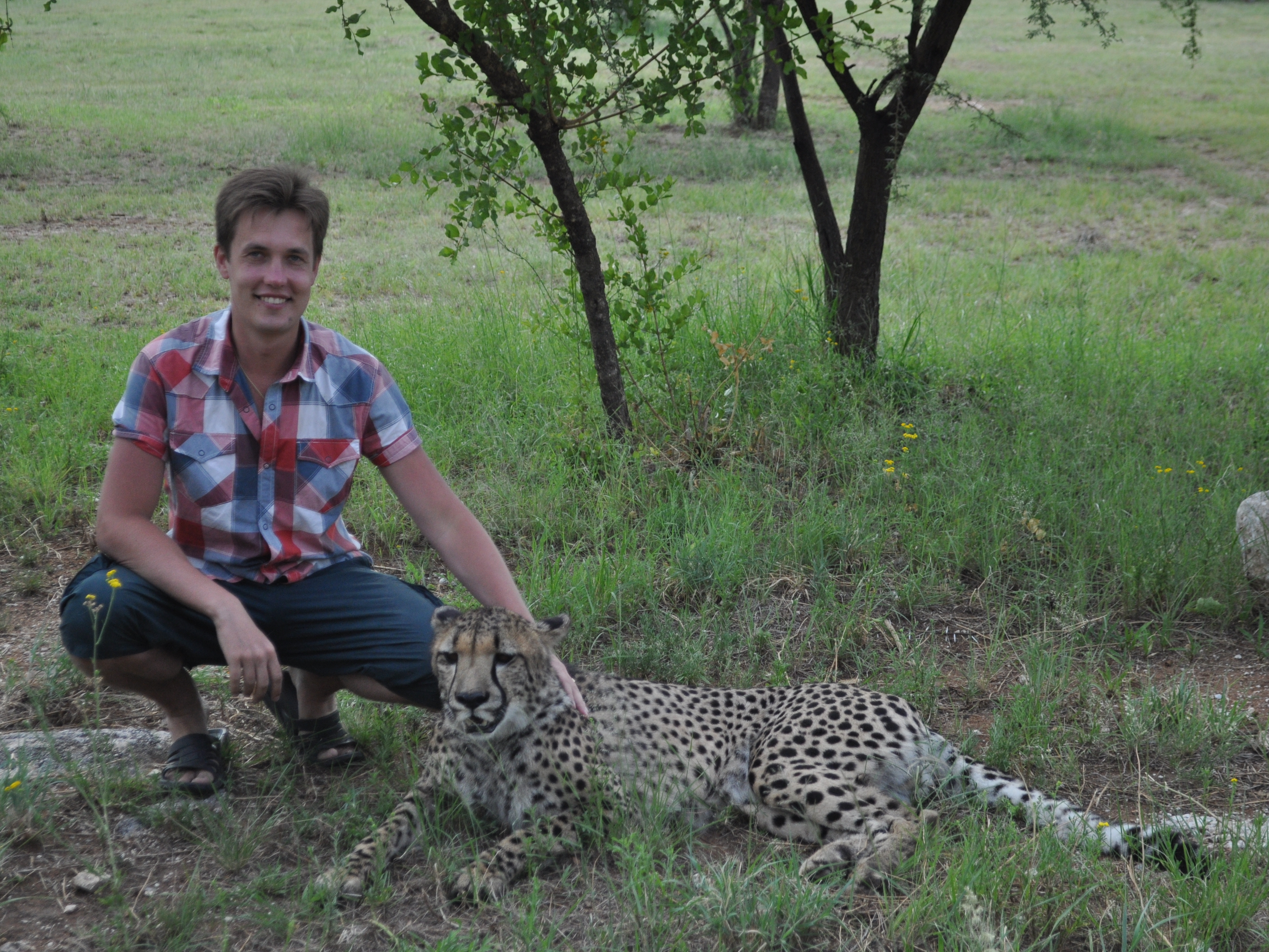

### Ficțiune
- 2009 – Cronicile mexicane. O poveste de vis – un jurnal de călătorie; [7] —ISBN: 978-966-2961-46-1
- 2010 – Călătorie către buricul lumii. Volumul 1 – un jurnal de călătorie; [8] —ISBN: 978-966-2961-60-7
- 2010 – Călătoria către buricul lumii. Volumul 2 – un jurnal de călătorie; —ISBN: 978-966-2961-61-4
- 2011 – Nebunii în Mexic, o colecție de povești de aventură;
- 2011 – Nebunii în Peru, o colecție de povești de aventură;
- 2011 – Dragoste și piranha, un jurnal de călătorie; [9] —ISBN: 978-966-29-6148-5
- 2012 – Bot, un tehno-thriller; [10] —ISBN: 978-966-14-4005-9
- 2013 – Cetatea, un psiho-thriller; [11] —ISBN: 978-966-14-5686-9
- 2014 – În Noua Zeelandă!, un roman autobiografic; [12] —ISBN: 978-966-14-6310-2
- 2014 – Cer crud, un tehno-thriller ; [13] —ISBN: 978-966-14-7843-4

O companie aeriană franceză France Continental încheie un contract cu o companie ucraineană de construcție de avioane Aronov, conform căruia aceasta din urmă trebuie să furnizeze un lot de avioane regionale cu reacție către Uniunea Europeană. A doua zi după ce primele două avioane sunt puse în funcțiune, unul se prăbușește în timp ce aterizează la Paris, ucigând 49 de persoane. Din cercetările preliminare se descoperă că accidentul a fost provocat de un plug de zăpadă de 20 de tone de pe aceeași pistă pe care urma să aterizeze avionul. O femeie ucraineană Diana Stoliar, în vârstă de 28 de ani, al cărei tată a condus grupul de dezvoltare a designului avionului, dar a murit în urma unui atac de cord în urmă cu un an, se alătură echipei internaționale de investigație. Diana descoperă repede că motivele accidentului nu sunt atât de simple și se confruntă cu o dilemă: să protejeze numele bun al tatălui ei sau să afle adevărul.
- 2015 — Bot II: Paradoxul din Guayaquil, un thriller tehno; —ISBN: 978-966-14-9632-2
- 2016 — Privește în visele mele, un thriller; [14] —ISBN: 978-617-12-1504-7
- 2017 — Nu te uita înapoi și nu vorbi (Не озирайся і мовчи); [15] —ISBN: 978-617-12-3865-7
- 2018 — Unde nu există Dumnezeu (Де немає Бога); [16] —ISBN: 978-617-12-4950-9
- 2019 — De dragul viitorului (Заради майбутнього); [17] —ISBN: 978-617-12-5961-4
- 2019 — Când lumina se stinge pentru totdeauna (Доки світло не згасне назавжди) —ISBN: 978-617-12-6116-7
- 2023 – Noi epoci întunecate. Colonia (Нові темні віки. Колонія) –ISBN: 978-617-95267-0-1 [18]

### Cărți jurnalistice
- 2015 – Nefratern (Небратні) [19] —ISBN: 978-966-14-8789-4

### Cărți în colaborare
- 2011 – 20 de scriitori ai Ucrainei moderne
- 2011 – Scriitori despre fotbal
- 2014 – Odă bucuriei [20]
- 2015 – Voluntari. Mobilizarea binelui [21]

### Traduceri
- 2012 - «Wodka für den Torwart: 11 Fußball-Geschichten aus der Ukraine» (în germană)
- 2013 – Bot (în rusă)
- 2014 – «MAJDAN!: Ucraina, Europa» (în colaborare, în germană)
- 2014 – Bot (în poloneză)
- 2015 – «Ja, Ukrainiec» (în poloneză)

### Cărți tehnice
- 2008 – ArCon: Design interior și simulare arhitecturală pentru toți (în rusă)
- 2009 – Compass-3D V10 pentru 100% (în rusă)
- 2009 – Manual video pentru auto-învățare pe Compass-3D (DVD) (în rusă)
- 2010 – Lucru în proiectarea sistemului Compass-3D V11 (în rusă)

## Premii
- Premiul II la concursul Încoronarea Cuvântului 2009.[22]
- Câștigător al „Cărții anului 2010” - revista ucraineană Corespondent.[23]
- „Descoperirea anului 2009 în literatură”.'[24]